# البتار
البتار هو عبارة عن قاذفة صواريخ من صنُع محلي لكتائب الشهيد عز الدين القسام الجناح العسكري لحركة حماس الفلسطينية خلال انتفاضة الأقصى. تم تصميم وإنشاء السلاح في ورش العمل السري في قطاع غزة تحت إشراف عدنان الغول حتى اغتياله من قبل إسرائيل. استُخدم السلاح خلال الهجمات الصاروخية الفلسطينية.
يتكوّن البتار من أنبوب بسيط من الترايبود وقذيفة إطلاق مضادة للدبابات. أمّا الجزء الخلفي من الصاروخ فهو يحتوي على أسلاك موصلة تسمح لمقاتلي حماس بإطلاق القذيفة من مسافة آمنة.